# Rygar: The Legendary Adventure
Rygar: The Legendary Adventure (アルゴスの戦士, Argus no Senshi) est un jeu vidéo d'action-aventure développé et édité par Tecmo, sorti en 2002 sur PlayStation 2 et réédité en 2008 sur Wii.
Il fait suite à Rygar.

## Accueil
- Jeux Vidéo Magazine : 16/20[1]
- Jeuxvideo.com : 14/20[2]